# Djida Tazdaït
 (octobre 2018).
Djida Tazdaït, née le 8 avril 1957 à Fenaïa Ilmaten, en Algérie, est une femme politique française, ancienne députée européenne et militante pour la défense des droits de l'homme et des minorités.

## Origines et études
Née en Algérie, d'origine kabyle, Djida Tazdaït arrive dans une cité de transit des sans abris dans la banlieue lyonnaise à l'âge de 7 ans. Après avoir été scolarisée trois ans au lycée Martinière Duchère, elle obtient une licence de psychologie.
Après avoir passé dix ans dans le milieu médical en tant qu'aide soignante, elle travaille dans l'animation pour Croissance des jeunes nations dans les quartiers des Tanneries à Oullins et des Allagniers à Rillieux-la-Pape et réalise plusieurs documentaires sur les cités urbaines, la culture, les actions associatives, citoyennes et interculturelles à travers la boîte de production « Escale image ».

## Zaâma d'banlieue et «Marche des Beurs»
Djida Tazdaït, née en 1957, met sur pied en 1980 avec Nadia, née en 1960, Tim, née en 1959, et Farida, née en 1954, l'association de femmes de banlieue « Zaâma d'banlieue », officiellement enregistrée en préfecture en 1982 en tant que « Association expression jeunes immigrés » (AEJI). L'association s'articule essentiellement autour de revendications vis-à-vis de la police et de la justice, les contrôles d'identité abusifs et autres violences policières, mais elle manifeste aussi sa solidarité avec les étudiants étrangers en grève de la faim contre le décret Imbert qui les soumet à des pré-inscriptions et à des tests linguistiques. Elle ne participe pas à la «Marche pour l'égalité et contre le racisme » de 1983, « par peur d'être manipulée ». Un chercheur notera plus tard que « Djida Tazdaït et les militants lyonnais de Zaâma d'banlieue n'étaient guère favorables à une initiative dominée par les animateurs de la Cimade (le père Christian Delorme et le pasteur Jean Costil) qui n'étaient pas « issus de l'immigration ». ». L'association participe activement à l'organisation des manifestations contre les crimes racistes et des premières « Assises nationales des associations de jeunes issus de l'immigration », qui se tiennent les 9, 10 et 11 juin 1984 à Villeurbanne et Vaulx-en-Velin, puis s'autodissout,,,.

## Jeunes Arabes de Lyon et Banlieue
En 1985, Djida Tazdaït fait partie des fondateurs de l'association des Jeunes Arabes de Lyon et banlieue (JALB) qui lutte pour l'égalité républicaine par une présence dans les cités et les quartiers et par l'organisation, notamment de concerts-meetings contre les assassinats de « beurs ». Les JALB sont alors mis au service de la défense des droits et de l'expression des minorités et de leurs enfants afin de faciliter leur intégration et de faire émerger ce qu'ils considèrent comme des atouts de la diversité culturelle en France et en Europe: lutte contre la discrimination raciale, pour le respect des droits sociaux et civiques des jeunes, et pour l'égalité devant la loi et la justice. Une campagne pluriannuelle des droits civiques a également été menée afin de faire inscrire les jeunes sur les listes électorales et d'impulser un mouvement de citoyenneté active,.
En 1986 et en 1992, elle entame des grèves de la faim contre les expulsions des jeunes immigrés nés en France, contre la double peine, pour le maintien de la carte de séjour de 10 ans et pour l'accès à la nationalité française, suivies par Christian Delorme, Jean Costil, Cheikh Abbas, le recteur de la Mosquée de Paris, et Monseigneur Decourtray, ainsi que par des collectifs nationaux. 
La même année, elle est nommée « Femme de l'Année », pour son combat, par le magazine Marie Claire auprès de Simone de Beauvoir et de Cory Aquino.

## Députée européenne
Aux élections européennes de 1989, Djida Tazdaït figure en huitième position sur la liste européenne Les Verts - Europe - Écologie menée par Antoine Waechter, ses conditions étant de pouvoir rester indépendante et surtout de figurer en position éligible. Le Monde titre alors : « Lyon la bourgeoise n'en revient pas ». «Avant de devenir députée européenne, de 1989 à 1994, j'aurais été bonne pour les critères du RMI!» lancera-t-elle, alors qu'elle est devenue une des premières femmes françaises issues de l'immigration maghrébine élues au Parlement européen.
Son combat, elle le mènera pour « éviter la rupture », car pour elle (paraphrasant Gandhi) « une société se juge aussi à la manière dont elle traite ses minorités », quitte à « faire le grand écart entre le politique et les exclus ». 
Dans ce sens, Djida Tazdaït organisera des « séminaires transparence » durant lesquels elle explique son action au parlement Européen. Elle lancera par ailleurs, en 1994, la première tentative d'établissement d'un cadre de droits, reconnaissant la vie des migrants dans l'UE. Le « Rapport Tazdaït » demande la mise en place d'une carte de séjour européenne et une charte des droits et devoirs des immigrés, rassemblant le droit au travail, à la participation et à la protection sociale (au vu de leur participation active dans la construction européenne), le droit au logement, le droit à l'éducation et droit de vivre en famille. Le rapport préconise par ailleurs une amélioration de la formation et du recrutement de la police pour permettre à la police d' « être considérée comme force de sécurité respectée et reconnue par tous ».
Tout au long de son unique mandat, Djida Tazdait travaille ainsi à sensibiliser le Parlement européen aux problèmes des grands sites urbains afin que cela soit inscrit dans les programmes de la Commission européenne, notamment après les émeutes de Vaulx-en-Velin et le décès de Thomas Claudio à la suite d'un contrôle policier en 1991. Le 20 mai 1994, le Nouvel Économiste la nomme parmi les « 50 qui font l'Europe ». 
Elle refuse de reverser la quote-part de son indemnité parlementaire au groupe et à mi-mandat, elle refuse de se plier à la règle de rotation ("tourniquet") imposée par les Verts, à laquelle elle avait souscrit en début de mandat comme tous les autres eurodéputés du groupe, et se maintient à son poste, comme l'autre élu non membre des Verts, l'autonomiste corse Max Simeoni. Elle est alors exclue du groupe des Verts.
En 1995, elle participe aux élections municipales à Vénissieux au sein d'une liste citoyenne menée par le Vert Thierry Girardot.

## Parcours professionnel depuis 2000
En 2000, Djida Tazdaït participe au projet PRISME (Pour Réussir l'Intégration des Salariés Multinationaux dans les Entreprises) pour lutter contre les discriminations, notamment à l'embauche. Le 21 mars, ce projet, mené par Cyril Kretzschmar (délégué général de l'association lyonnaise Économie et Humanisme) recevra le prix « Innovation » 2000 délivré par la Commission Européenne. Sera réalisé un film mariant humour et pédagogie, accompagné de diverses publications, façon guide pratique pour lutter contre les discriminations.
« Nous voulons « détabouiser » la question raciale, décomplexer, déculpabiliser les acteurs économiques dans les entreprises publiques et privées, en les aidant grâce à notre expertise, mettre à plat cette problématique et trouver des solutions. Nous voulons provoquer la réflexion et mettre en avant la complexité du sujet. Surtout, nous n'accusons pas ».Nous voulons concevoir de nouvelles pratiques de recrutement,afin d'optimiser l'intégration professionnelle des salariés. »
Après la récompense de PRISME, Djida Tazdaït est chargée de nombreux projets. Entre 2000 et 2001, elle est chargée de mission à la direction des relations internationales du conseil régional Rhône-Alpes. Elle permet ainsi la signature d'une convention avec Annaba, Sétif et Constantine, renforçant le développement des activités économiques et des investissements en Algérie des PME françaises. Elle est d'ailleurs, entre 2000 et 2006, spécialiste consultante en relations euro-maghrébines dans le secteur économique. En 2003, elle devient par ailleurs chef de projet en coopération internationale au Club des entrepreneurs algériens de France. 
En 2002, elle reprend le journalisme en tant que correspondante au mensuel national Yasmina (Maghreb féminin distribué en Europe et au Maghreb), en même temps qu'elle dirige une chronique hebdomadaire sur Radia Salam (« Point de vue DT » traitant de l'actualité politique et sociale de la semaine) jusqu'en 2005. 
Le 5 mai 2003, elle lance l' "appel de Mai" (dans Marianne) à l'intention des Musulmans de France afin de combattre l'intégrisme. Elle cofonde, le même mois, le Mouvement des musulmans laïques de France (MMLF).
En 2009, elle devient conseillère sur la précarité des femmes et l'exclusion au Cabinet du ministère du travail, de la ville, de la famille et des personnes âgées.
Depuis 2011, elle est chargée, dans une entreprise privée, de Conseil en développement/communication entreprises et projets institutionnels, Conseil en Développement économique, partenariat, recherche de financements et aide aux entreprises pour l'export et coopération internationale.
Elle fut pendant quinze ans déléguée de parents d'élèves.

## Parcours politique depuis 2000
En 2003, Djida Tazdaït intègre le Parti radical et devient membre de son bureau national en 2006 en tant que secrétaire nationale chargée de la coopération internationale. Elle y est aujourd'hui[pas clair] chargée de la parité.
En mars 2008, elle candidate aux cantonales, suppléante de Rodolphe Rous (UMP, battu au second tour) pour le Parti radical dans le canton de Lyon-XII, et septième sur la liste UMP aux municipales pour le 8e arrondissement de Lyon, non élue,.
Le 4 février 2012, Djida Tazdaït est investie officiellement par le Parti radical pour la 14e circonscription du Rhône. Elle est battue dès le premier tour (0,5 %). 
En 2014, elle est de nouveau candidate dans le 8e arrondissement de Lyon pour les élections municipales. Elle figure en deuxième position sur la liste UMP. Elle est élue et siège au conseil d'arrondissement ainsi qu'au conseil municipal de Lyon.
En 2017, elle devient conseillère déléguée au maire de Lyon chargée des droits des citoyens[réf. nécessaire].

## Citations
La philosophie de Djida Tazdaït se base sur l'idée que l'intégration doit se faire « avec l'aide à la base, des Maghrébins eux-mêmes. Car, même si des problèmes demeurent encore, l'intégration ne pourra venir que d'eux, de leur volonté de s'assimiler en gardant leurs différences ». 
« À nous de refuser la passivité, la précarité, l'insupportable, l'inégalité, l'irrespect, le racisme, l'intolérance, la violence. A nous de renouveler l'espace culturel commun pour une société de droit et un exercice actif de la citoyenneté. A nous de résister, de ne jamais accepter de descendre en dessous du seuil minimum de dignité. ». 
« Notre mémoire est pavée d'agressions racistes, d'affrontements, d'urgences, d'expulsions, de la politique d'immigration à la politique de la ville. Mais cette mémoire n'est pas négative. Nos acquis, nos expériences, nos capacités de dialogue seront utiles et précieux pour proposer un traitement plus intelligent et plus ouvert des problèmes des minorités en France et en Europe. ».